# Dobrotin (Bajina Bašta)
Pour les articles homonymes, voir Dobrotin.
Dobrotin (en serbe cyrillique : Добротин) est un village de Serbie situé dans la municipalité de Bajina Bašta, district de Zlatibor. Au recensement de 2011, il comptait 157 habitants.

## Démographie
| 1948 | 1953 | 1961 | 1971 | 1981 | 1991 | 2002 | 2011 |
| ---- | ---- | ---- | ---- | ---- | ---- | ---- | ---- |
| 822  | 824  | 740  | 597  | 457  | 321  | 251  | 157  |

|  |